# Federazione calcistica dell'Angola
La Federazione calcistica dell'Angola (por. Federação Angolana de Futebol, acronimo FAF) è l'ente che governa il calcio in Angola.
Fondata nel 1979, si affiliò alla FIFA e alla CAF nel 1980. Ha sede nella capitale Luanda e controlla il campionato nazionale, la coppa nazionale e la Nazionale del paese.